# Golden Era
Golden Era – drugi album studyjny polskiego rapera Kobry. Wydawnictwo ukazało się 22 listopada 2013 roku nakładem wytwórni muzycznej Step Records. Produkcji nagrań podjęli się SoDrumatic, SherlOck, PSR oraz Świerzba. Z kolei wśród gości na płycie znaleźli się m.in. Diox, Zeus, Sobota oraz Kroolik Underwood. Oprawę graficzną albumu przygotował Rafał "Wechter" Wechterowicz.
Nagrania dotarły do 46. miejsca zestawienia OLiS.

## Lista utworów
Opracowano na podstawie materiału źródłowego.
1. "Intro" - 3:57
2. "Golden Era" - 4:55
3. "Na muszce" (gościnnie: Gedz) - 4:53
4. "Potrafię latać" - 4:11
5. "Forrest Gump" (gościnnie: Zeus, Blejk) - 4:20
6. "Witamy w mieście 2" (gościnnie: Kroolik Underwood) - 3:47
7. "Piją i tańczą" (gościnnie: Sobota) - 3:22
8. "Gruby kot" - 4:04
9. "Sukces" (gościnnie: Bob One) - 4:14
10. "Coś nie tak" (gościnnie: Oldas, Roks One) - 4:33
11. "Na melanż" (gościnnie: Gedz)	- 4:20
12. "Miejska mentalność" (gościnnie: Jodsen) - 3:57
13. "Do gwiazd" (gościnnie: Kroolik Underwood) - 4:19
14. "F**k Fest" - 4:15
15. "Spokojny sen" (gościnnie: Te-Tris) - 4:17
16. "Gin & Sprite" (gościnnie: Oldas, Diox, Mykey) - 4:40
17. "Jedno serce" - 3:44